# Zeng Rui
Zeng Rui, född 6 februari 1998, är en friidrottare från Kina. Hon deltog vid olympiska sommarspelen 2024.